# Matt Roe
Richard Matt Roe (New York City, 1º gennaio 1952 – Los Angeles, 9 ottobre 2003) è stato un attore statunitense.
È morto nel 2003 a 51 anni per mieloma multiplo.

## Filmografia parziale

### Cinema
- Puppet Master - Il burattinaio (Puppet Master), regia di David Schmoeller (1989)
- La bambola assassina 2, regia di John Lafia (1990)
- Pericolosamente Cindy (Last Call), regia di Jag Mundhra (1991)
- Una pallottola spuntata 33⅓ - L'insulto finale (Naked Gun 33 1/3: The Final Insult), regia di Peter Segal (1994)

### Televisione
- La signora in giallo - serie TV, 1 episodio (1986)
- Lois & Clark - Le nuove avventure di Superman - serie TV, episodio 1x06 (1993)